# Charlie and His Orchestra
Charlie and His Orchestra est un big band allemand créé par le Troisième Reich à des fins de propagande. Il est baptisé d'après son chanteur Karl « Charlie » Schwedler.

## Histoire
Invité par Wolf Mittler, l'Irlandais William Joyce fait à partir de la mi-septembre 1939 des chroniques pro-allemandes sur Deutscher Kurzwellensender (de) au Kaiserdamm de Berlin. Il est rejoint par Norman Baillie-Stewart (en), qui, à sa sortie de la Tour de Londres pour une peine de cinq ans pour trahison, quitte l'Angleterre pour l'Autriche en 1937 et s'installe à Berlin en août 1939.
Pour l'accompagnement musical de l'émission de propagande Germany Calling (de) animé par Lord Haw-Haw, le saxophoniste Lutz Templin (de) est chargé de constituer un big band. Le chant est assuré par Karl Schwedler (de), un fonctionnaire du Ministère du Reich à l'Éducation du peuple et à la Propagande, qui le plus souvent reprend la première strophe originale d'un classique américain puis détourne la deuxième strophe afin de transmettre de la propagande politique à contenu anti-américain, anti-britannique, anti-soviétique et antisémite.
Au début, les musiciens allemands de jazz constituent le noyau du groupe. De nombreux musiciens acceptent l'offre, car elle les astreint du service militaire, leur assure un revenu solide et leur permet de jouer du jazz officiellement interdit par les nazis. En 1940, des musiciens parfois incorporés à la Wehrmacht, en partie détachés auprès du Deutsches Tanz- und Unterhaltungsorchester (de), sont également recruté ; ils viennent de Belgique, des Pays-Bas et d'Italie. De plus, Lale Andersen, qui a à l'époque une interdiction de représentation, est autorisé à chanter une fois par semaine en anglais. Le répertoire comprend Lili Marleen, Blue Moon, Roll on the blue funnel, Sing, nightingale, sing, Home may be a word, Under an umbrella in the evening ou And so another lovely day is over. Les paroles correspondent au texte original, mais pour Roll on the blue funnel, Home may be a word et Lili Marleen, les paroles sont détournées.
On estime qu'environ 200 titres furent enregistrés par Charlie and His Orchestra, dont environ la moitié est connu en 2012. Les membres du groupe ou les membres du personnel du ministère auteurs des transcriptions propagandistes des originaux ne sont pas connus. De nombreux disques avec des titres du groupe sont découverts plus tard dans le monde entier alors qu'ils furent envoyés dans des missions diplomatiques et des stations de radio dans les zones occupées par les nazis pendant la guerre, et auraient été joués dans des camps de détention et autres installations similaires.
En 1943, le big band quitte Berlin, menacé par des raids aériens, pour Stuttgart. Les émissions sont diffusées dans différentes parties du monde, pas seulement en Angleterre, via des ondes courtes. On y diffuse de la musique à des fins de camouflage et de propagande, parfois interdite en Allemagne, dont principalement des compositeurs juifs et de swing ou de jazz américain.
La qualité de cet orchestre fera qu'il continuera à jouer après la capitulation pour distraire les troupes américaines en Allemagne.

## Membres
- Karl Schwedler (Charlie), chant
- Benny de Weille, clarinette
- Barend van Venetie (Bob), saxophone
- Lutz Templin (de), saxophone
- Eugen Henkel (de), saxophone
- Kurt Abraham (de), saxophone
- Mario Balbo, saxophone
- Charly Tabor (de), trompette
- Nino Impallomeni, trompette
- Nino Impallomeni (de), trompette
- Alfredo Marzaroli, trompette
- Rinus van den Broek, trompette
- Willy Berking, trombone
- Tip Tichelaar (de), trombone
- Franz Mück (de), piano
- Primo Angeli (de), piano
- Max Gursch, bandonéon, guitare, piano
- Meg Tevelian (de), guitare
- Otto Tittmann, contrebasse
- Cesare Cavaion, contrebasse
- Freddie Brocksieper (de), batterie

Musiciens invités
- Lale Andersen, chant
- Margot Friedländer, chant
- Evelyn Leschetitzky, chant
- Albert Vossen (de), accordéon
- Franz Teddy Kleindin (de), clarinette
- Helmut Zacharias, violon
- Walter Leschetitzky, violon

Arrangeurs
- Kamil Běhounek (cs)
- Friedrich Meyer (de)

## Source de la traduction
- (de) Cet article est partiellement ou en totalité issu de l’article de Wikipédia en allemand intitulé « Charlie and His Orchestra » (voir la liste des auteurs).